# Unite the Union

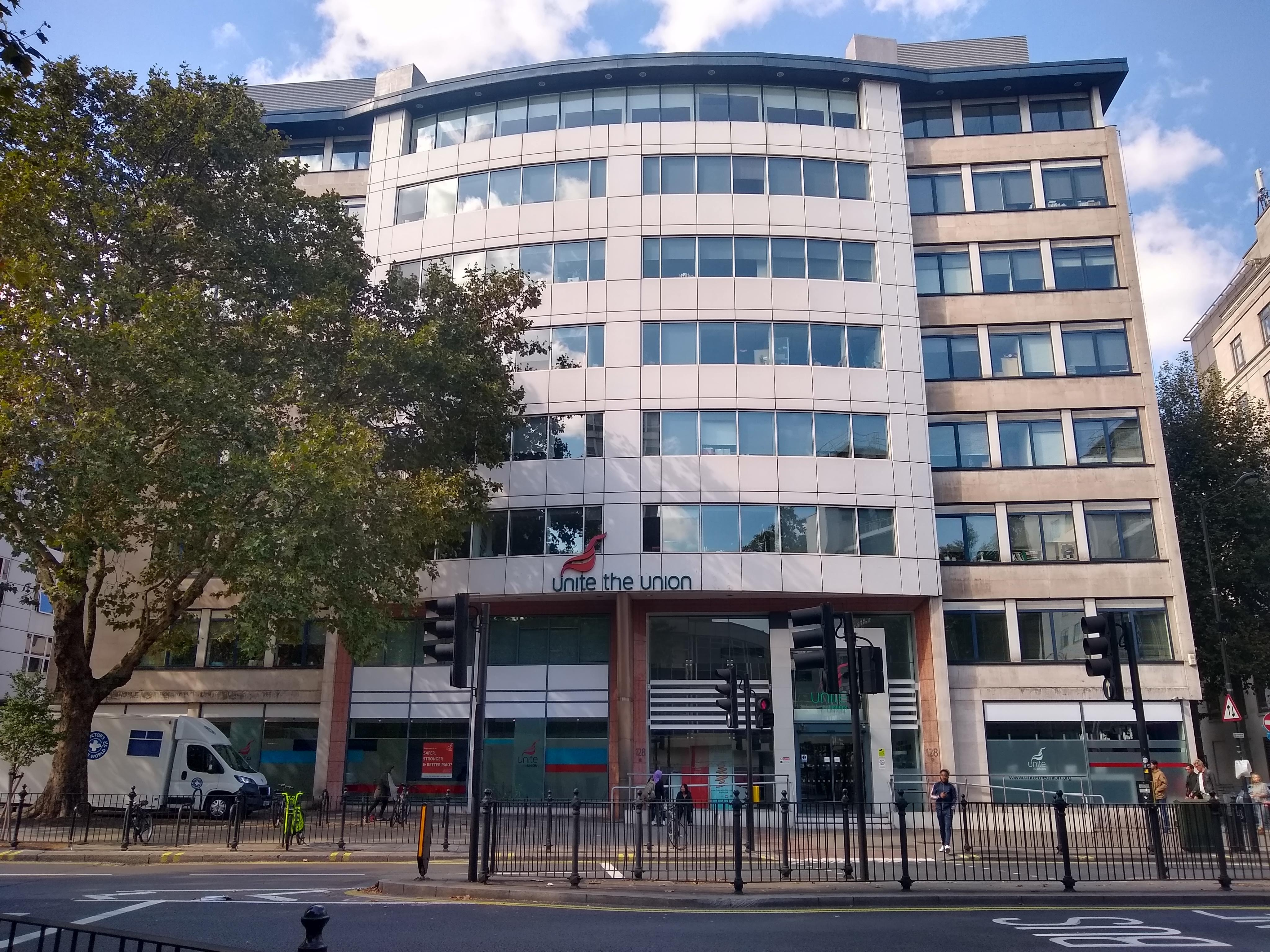
Das Unite-Gebäude in der Theobalds Road in London.

Unite the Union, gewöhnlich kurz Unite genannt, ist eine britische und irische Gewerkschaft, die am 1. Mai 2007 aus der Fusion der beiden Gewerkschaften Amicus und der Transport and General Workers Union (TGWU) hervorging. Sie ist die zweitgrößte Einzelgewerkschaft im Vereinigten Königreich. Vorsitzende ist seit 26. August 2021 Sharon Graham.
Am 2. Juli 2008 unterzeichnete Unite ein Abkommen über eine Vereinigung mit der Gewerkschaft United Steelworkers. Es sollte eine länderübergreifende Gewerkschaft mit dem Namen Workers Uniting mit mehr als 3 Millionen Mitgliedern im Vereinigten Königreich, Irland und Nordamerika gebildet werden. Unite behält jedoch ihre Eigenständigkeit im Vereinigten Königreich.

## Geschichte

### Die Fusion und die ersten Jahre danach (2007–2010)
Unite the Union entstand am 1. Mai 2007 durch den Zusammenschluss von Amicus, einer Gewerkschaft für Beschäftigte im Privatsektor und der Transport and General Workers' Union (TGWU). Die beiden Vorsitzenden der nun fusionierten Gewerkschaften, Derek Simpson und Tony Woodley, wurden nun die beiden gleichberechtigten Vorsitzenden der neuen Gewerkschaft. Aus den Vorständen der Vorgänger-Gewerkschaften wurde der vereinigte Vorstand von Unite, der bis zur Wahl eines neuen Vorstands amtierte. Der neue Vorstand nahm seine Tätigkeit am 1. Mai 2008 auf. Die neue Satzung wurde von den Mitgliedern im Juli 2008 bestätigt.
Während der Kampagne für die 2010 United Kingdom general election kam die größte Spende an die Labour Party in Höhe von £1 Million von Unite.

### Die McCluskey Ära (2010–heute)
Die erste Wahl zum Einzel-Vorsitzenden wurde 2010 abgehalten. McCluskey, bis dahin stellvertretender Vorsitzender der Gewerkschaft, der auf dem linken Flügel angesiedelt war, gewann die Wahl.
Ab 2011 bot die Gewerkschaft für Studenten, Arbeitslose und Alleinerziehenden die Mitgliedschaft zu ermäßigten Beiträgen an.  Angesichts der Ausgabenkürzungen durch die Koalitionsregierung Cameron–Clegg, drohte McCluskey mit Streiks, die zum Abbruch der Olympischen spiele in London hätten führen können. Auf dem Trades Union Congress  2012 unterstützte Unite einen Beschluss, demzufolge man an einen Generalstreik gegen die Kürzungen denken müsse.
McCluskey wurde 2013 bei einer vorgezogenen Vorstandswahl erneut zum Vorsitzenden gewählt, sein Konkurrent Hicks unterlag. 2014 erreichte die Gewerkschaft einen Beschluss des Employment Appeal Tribunal, nach dem Arbeitgeber bei der Berechnung des Urlaubsgeldes die Bezahlung von Überstunden mit einbeziehen mussten. Im April 2014 drohte McCluskey mit dem Austritt von Unite aus der Labour Party und der Gründung einer neuen Arbeiterpartei für den Fall, dass Labour bei der Unterhauswahl 2015 unterliegen würde. Im Juli 2015 unterstützte Unite die Bewerbung von Jeremy Corbyn für die Wahl zum Vorsitzenden der Labour Party. leadership election.
Im Dezember 2016 kündigte McCluskey seinen Rücktritt an, um den Posten des Vorsitzenden für eine Wahl freizumachen. Als Herausforderer trat der Vorsitzende der Region West Midlands Gerard Coyne an, der McCluskey vorwarf, er würde die Interessen der Parteiführung von Labour über die der Gewerkschaftsmitglieder stellen. McCluskey siegte und Coyne verlor seinen Posten als Gewerkschaftsfunktionär.

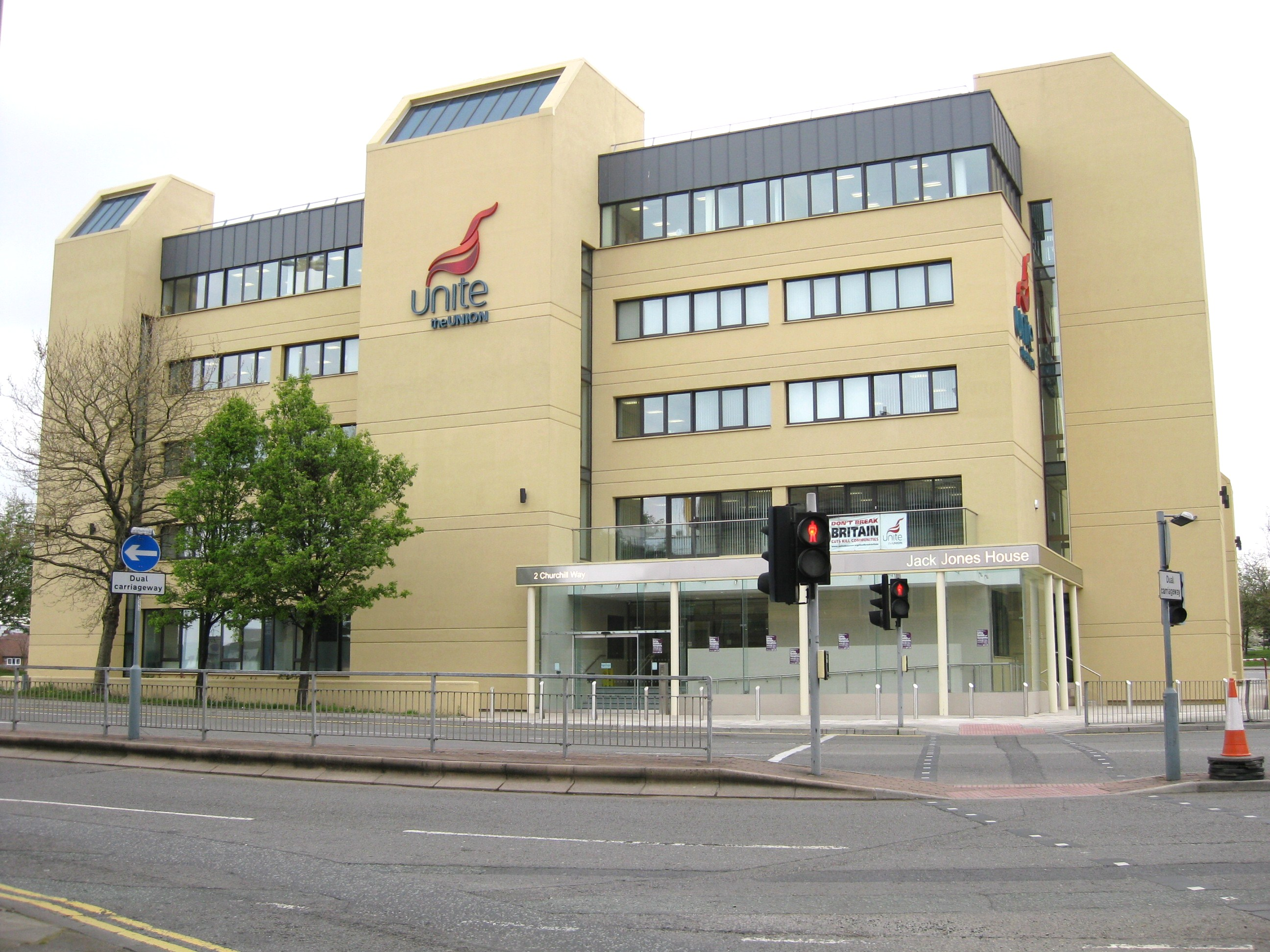
Jack Jones House, Liverpool.Gewerkschaftszentrale für die Region Nord-West

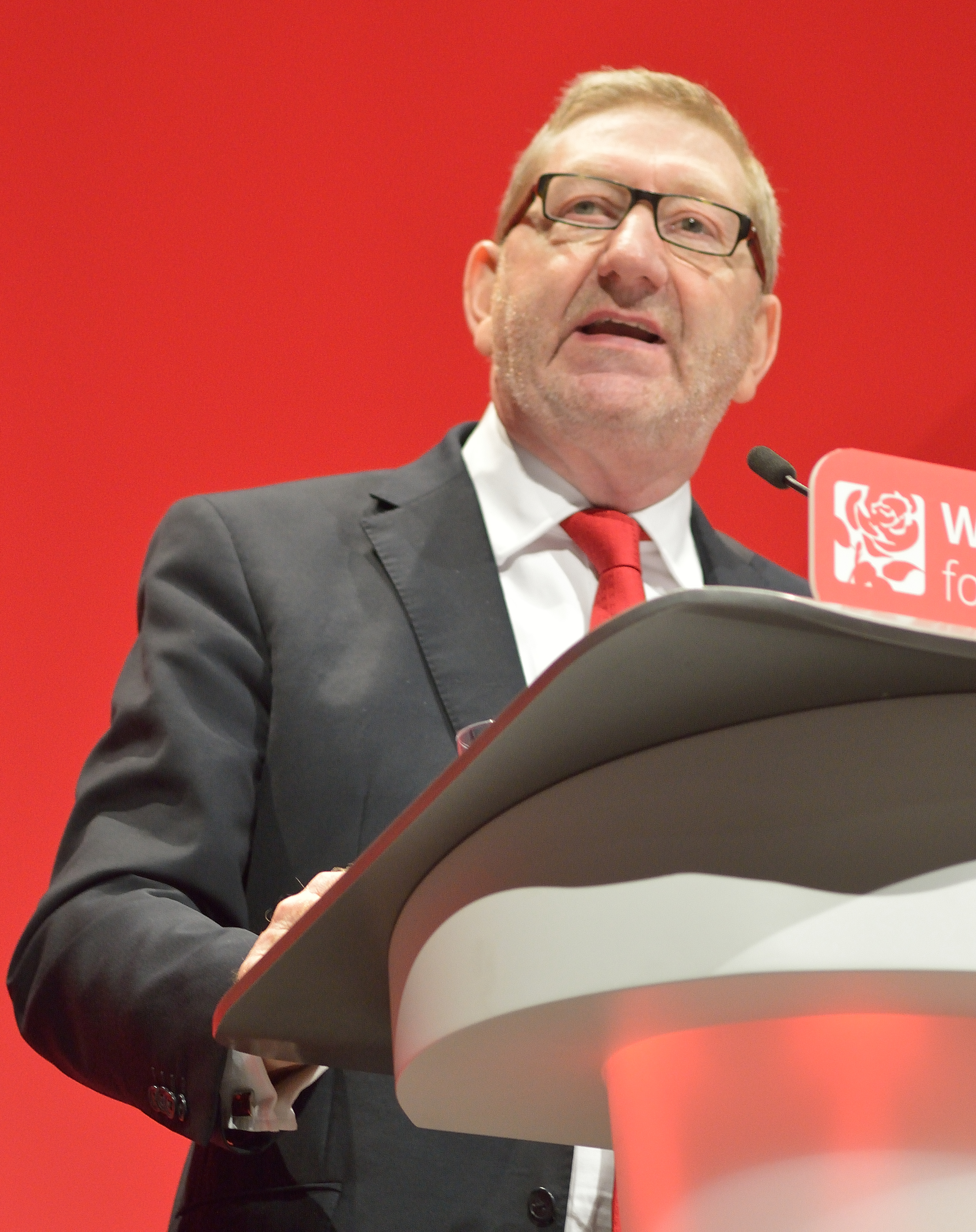
McCluskey speaking at the 2016 Labour Party Conference

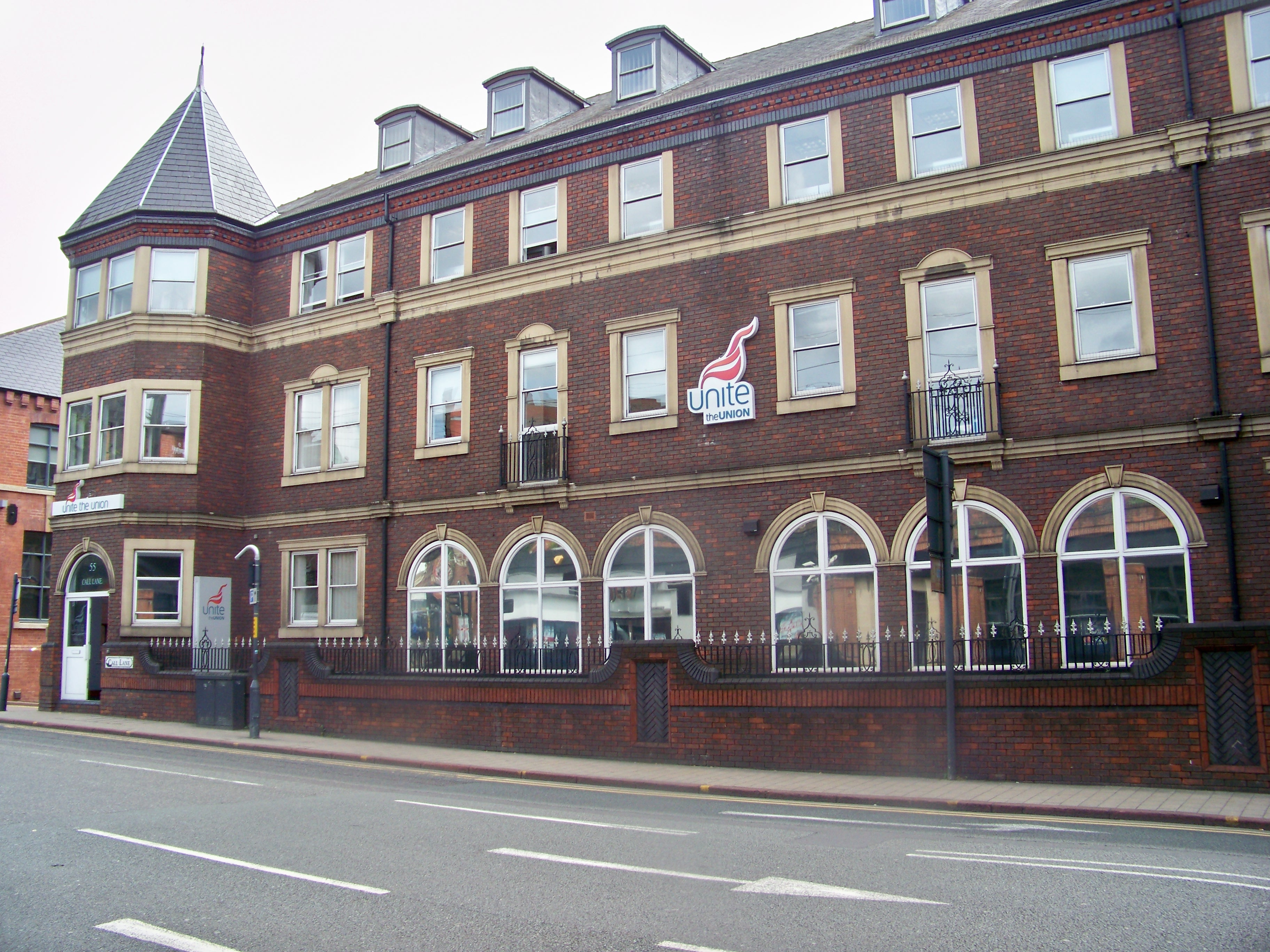
Das Gebäude der Gewerkschaftszentale für Yorkshire, North East und Humberside in Leeds

### Die Vorstandswahl 2021
Im Juli 2020 kündigte McCluskey an, er werde 2021 zurücktreten und es werde eine vorgezogene Wahl für den neuen Vorsitzenden geben.
Die Strömung Left faction hielt Vorwahlen ab, um zu entscheiden, welchen der Kandidaten sie bei den Vorstandswahl unterstützen werde, wobei zwei bisherige stellvertretende Vorsitzende in die engere Auswahl kamen, Howard Beckett und Steve Turner. Beckett hat die Unterstützung durch den Blog The Skwawkbox sowie durch die frühere Vorsitzende der Labour Party Jennie Formby. Turner war Mitglied der ehemaligen trotzkistisch orientierten Strömung Militant innerhalb der Labour Party, er blieb jedoch Parteimitglied, als viele Mitglieder von Militant die Partei verließen, um die Socialist Party zu gründen. Turner will anscheinend mit dem Vorsitzenden von Labour Keir Starmer zusammenarbeiten, während Beckett äußerte, man müsse "mit Starmer rechnen". Turner wurde in geheimer Abstimmung mit 370 Stimmen gegen 367 für Beckett gewählt. Beckett zweifelte das Wahlergebnis an, Turners Wahlsieg wurde jedoch nach Auszählung aller Stimmen bestätigt. Später äußerte Beckett, er würde dennoch als Vorsitzender der Gewerkschaft kandidieren.
Sharon Graham kündigte ihre Kandidatur ohne Unterstützung durch eine der Strömungen der Gewerkschaft an. Gerard Coyne wurde ebenfalls als möglicher Kandidat gehandelt.

## Gruppierungen innerhalb der Gewerkschaft
Es gibt innerhalb von Unite mehrere Flügel oder Strömungen.

### Unite Now
Unite Now ist eine Strömung, die sich 2011 gebildet hat. Sie gilt als  "gemäßigt links". Sie stellt sich selbst als unabhängige Bewegung für einfache Mitglieder, Aktivisten und Funktionäre dar. Unite Now wirbt für größere Transparenz innerhalb der Gewerkschaft und kritisiert deren zentralistische hierarchische Strukturen. Sie will einen nichtparteigebundenen Vorstand mit fester Amtszeit. Die Strömung ist nicht mit den politischen Flügeln der Gewerkschaft verbunden. Ihr Einfluss bei  einfachen Mitgliedern, Aktivisten, Funktionären und in Produktions-Betrieben hat zugenommen.

### United Left
United Left ist die größte linke Strömung innerhalb der Gewerkschaft. Zu ihr gehören Anhänger der  Labour Party, der Socialist Workers Party und der Communist Party of Britain. Sie hat Len McCluskey bei Vorstandswahlen stets unterstützt.  Die Strömung gilt als die vorherrschende innerhalb der Gewerkschaft.

## Mitgliederzahlen
2012 konnte Unite gegen den Trend zu sinkenden Mitgliederzahlen bei britischen Gewerkschaften und in einem raueren Wirtschaftsklima die Zahl ihrer Mitglieder um mehr als 50.000 steigern. Nach Angaben der Gewerkschaft hatte sie im Januar 2013 1,5 Millionen Mitglieder und 1,42 Millionen im April 2017.